# سباستین شوارتز
سباستین شوارتز (به آلمانی: Sebastian Schwarz) (زاده ۲ اکتبر ۱۹۸۵ در فرویدن اشتات) بازیکن والیبال اهل آلمان عضو تیم ملی والیبال آلمان و باشگاه ترفل گدانسک است. سباستین از سال ۲۰۰۲ تا ۲۰۱۰ در لیگ آلمان حضور داشت و توانست دو قهرمانی و دو نایب قهرمانی لیگا آلمان و ۴ قهرمانی جام حذفی را کسب کند و با فریدریشسهافن قهرمان لیگ قهرمانان اروپا شود. سباستین در رده ملی نیز شوارتز قهرمانی لیگ والیبال اروپا ۲۰۰۹ را تجربه کرد. سباستین با تیم ملی آلمان مدال برنز والیبال قهرمانی جهان ۲۰۱۴ را به دست آورد.